# 司馬和
司馬和（4世纪—392年），又作司馬龢，东晋宗室，武陵威王司马晞之孙，梁王司马㻱之子。
司马㻱出继梁声王司马翘（司馬肜之孙），封梁王。桓温废黜司马㻱的官爵，贬到新安。太元十二年（387年），晋孝武帝恢复司马㻱的官爵，九月戊午，立司馬和为梁王。太元十七年（392年）六月戊午，司馬和去世。其子司馬珍之，袭封梁王。
| 前任： 司馬㻱 | 晋朝梁王 387年－392年 | 繼任： 司馬珍之 |